# Liliana Felipe
Liliana Felipe (Las Varillas, provincia de Córdoba, 22 de agosto de 1954) es una compositora, pianista y cantante nacionalizada mexicana de origen argentino. Su obra se caracteriza por sus fuertes señalamientos y críticas al autoritarismo de Estado, a la hipocresía en la Iglesia católica, la cerrazón mediática, la desigualdad, el racismo y el Especismo. Como activista social se destaca su lucha a favor del veganismo y de los Derechos Humanos y de los Derechos de los Animales no Humanos.
Gran parte de sus composiciones derivan de la lucha por los derechos humanos, por la descolonización, por la igualdad y la libertad, acompañando la lucha de la organización H.I.J.O.S. (Hijos por la Identidad contra el Olvido y el Silencio) y otras organizaciones de derechos humanos. La música de Liliana Felipe es eminentemente teatral y cinematográfica. Sus canciones tienen la cualidad de ser irreverentes y profundas al mismo tiempo. Felipe ha compuesto canciones para cabaret, para movimientos de resistencia civil pacífica y "para la infinita alegría de vivir y amar".
Vive en México desde 1977, y hasta la fecha ha grabado 23 discos independientes.

## Biografía
Liliana Felipe nació en Las Varillas, Córdoba en 1954 y al año de edad emigra con toda la familia a Villa María. Comenzó a tomar clases de piano la edad de 7 años en el Barrio Rivadavia de Villa María, con la maestra Cuqui. En 1964 a los 9 años, comenzó a tomar clases con Irene Timacheff. En 1966, cuando se crea el Conservatorio Provincial de Música Felipe Boero, continúa tomando clases con la maestra Timacheff y forma parte de la primera generación de egresadas. Hacia el final de esta etapa, tuvo la oportunidad también de tomar clases con Antonio De Raco en la Ciudad de Buenos Aires. Posteriormente ingresa a a la escuela de Artes de la Universidad Nacional de Córdoba en el año de 1972 o '73, en la carrera de Composición y Perfeccionamiento Instrumental.
En la Universidad forma parte del Coro Universitario dirigido por Norma Basso. Participa en la fundación del movimiento independiente Canto Popular de Córdoba como integrante del grupo Nacimiento, el 14 de julio de 1973. En enero de 1976 el grupo “Nacimiento” inicia una gira que comienza por Perú y que se prolongará indefinidamente debido al golpe militar en marzo de ese año. Al mismo tiempo que inicia la última dictadura cívico-militar argentina (1976-1983), durante casi dos años el conjunto recorre Latinoamérica por tierra: iniciaron en Argentina y luego pasaron por Perú, Ecuador, Colombia, Venezuela, Panamá, Honduras, Costa Rica, El Salvador y Guatemala. El grupo sobrevive cantando y compartiendo el pan y la alegría con estos pueblos. Llegaron a México en diciembre del año 1977, donde los miembros de Nacimiento forman parte del CAS (Centro Argentino de Solidaridad) y de otros grupos de artistas independientes.
En 1978 durante la última dictadura militar argentina   desaparecieron su hermana Ester Felipe y su cuñado, Luis Mónaco.
Destaca en su trabajo la colaboración con autores como Francisco Heredia, Nora y Delia, Alfredo Zitarrosa, Carlos Mejía Godoy, el director de orquesta Eduardo García Barrios, el compositor y arreglista Dmitri Dudin, Eugenia León, Regina Orozco, y directoras de teatro como Ruth Maleczech, Juliana Faesler, Clarissa Malheiros y Jesusa Rodríguez, su pareja desde 1980, con quien abre en 1981 el cabaret "El Fracaso" y posteriormente en 1990 "El Hábito", un laboratorio de cabaret disfrazado de Teatro bar que hacen funcionar durante 15 años, hasta el 2004.
Del 2001 al 2004 fue contratada por el IMSS (Instituto Mexicano del Seguro Social) para realizar Talleres de Empoderamiento para Mujeres Indígenas y Campesinas en 15 Estados de México. Desde el 2001 participa en los encuentros bianuales del Instituto Hemisférico de Performance y Política de la NYU.
Como hobbie personal, ha visto florecer la hierbabuena y actualmente se dedica a reproducir palos borrachos (Ceiba) mientras continúa componiendo.

## Discografía
- 1980: Liliana 1
- 1983: Liliana 2 con la Orquesta de Mujeres
- 1989: Materia de pescado, Ediciones El Hábito, (CD y CASS).
- 1991: 1991 (CD), Ediciones El Hábito (CD).
- 1992: Elotitos tiernos, Ediciones El Hábito (CD).
- 1994: Lilith, Ediciones El Hábito (CD).
- 1995: La ley del amor, editado con libro homónimo de Laura Esquivel (CD y CASS).
- 1996: ¡Que devuelvan!, canciones de Liliana Felipe, Danzonera Dimas con Eugenia León, Ediciones El Hábito (CD).
- 1996: ¡Oh noche!, canciones de Liliana Felipe, Eugenia León con Dmitri Dudin, Ediciones El Hábito (CD).
- 1997: Tabaquería, Ediciones El Hábito (CD).
- 1999: Las Horas de Belén/ A Book of Hours, Ediciones El Hábito, Fonarte Latino (CD).
- 2000: Vacas sagradas, Ediciones El Hábito (CD).
- 2002: El hábito, Ediciones El Hábito, LAL Discos (CD).
- 2002: Trucho, Ediciones El Hábito, LAL Discos (CD).
- 2005: Tangachos, Ediciones El Hábito, LAL Discos (CD).
- 2005: Tan chidos, Ediciones El Hábito, LAL Discos (CD).
- 2006: Matar o no matar, Ediciones El Hábito, LAL Discos (CD).
- 2008: Mil veces mil, Ediciones El Hábito, LAL Discos (CD).
- 2009: Que veinte años no es nada, recopilación CDx2 inicialmente incluida en conjunto con la revista Debate Feminista y después lanzada por separado, Fonarte Latino, LAL Discos (CD).
- 2011: Tangos de Discépolo, LAL Discos, Fonarte Latino (Mex) (CD y versión digital).
- 2014: La Mujer Que Mató a los Peces EP, Fonarte Latino (Mex) (CD y versión digital).
- 2019: Liberación Animal 2019, Fonarte Latino (Mex) (versión digital).

## Colaboraciones, participaciones especiales, compilaciones y recopilatorios
- 1995: La ley del amor, editado con libro homónimo de Laura Esquivel: En este disco hizo nuevas versiones de canciones que ya había grabado en otros discos, entre ellas se encuentran: «Mala» (nueva versión de la del disco Elotitos tiernos, 1992), «San Miguel Arcángel» (nueva versión de la de Materia de pescado, 1989) y «A su merced» (diferente a la del disco Elotitos tiernos, 1992). Además se incluyó un tema inédito titulado «A nadie».
- 1996: ¡Que devuelvan!, disco de Eugenia León. Ediciones El Hábito: Ana Luisa al lado de Eugenia León.
- 1998: Mexican divas: Con el tema «A su merced» (versión del disco Elotitos tiernos, 1992).
- 2000: Cabaret 2000. Three Mexican Cabaret Divas. Canciones varias de Liliana Felipe, Eugenia León y Astrid Haddad. Ediciones El Hábito: «Mala» (versión de La ley del amor, 1995), «Echenle sal», «Mercado de Abasto» (versión del disco 1991, 1991), «Ana Luisa» esta canción al lado de Eugenia León, «Elotitos tiernos» y «A nadie».
- 2002: El hábito (álbum recopilatorio). Incluyó canciones de sus discos Elotitos tiernos, Lilith, el segundo fracaso de Dios, La ley del amor y Vacas sagradas.
- 2005: Samplemente. Los años luz: «Mercado de abasto» (versión del disco Trucho, 2002), «Tinta roja», «A nadie», «Tienes que decidir» y «Cumbia del pescado».
- 2007: Disco-libro Reencuentros, por la identidad y la justicia, contra el olvido: Participó con el tema «Solo vos».
- 2013: Ciudadana del mundo vol. 2 (Disco de Eugenia León): "El choclo" a dueto con Eugenia León.

## Discos de homenajes
- ¡Que devuelvan! Eugenia León interpreta a Liliana Felipe. Ediciones El Hábito. (CD). 1996.
- ¡Oh noche! Eugenia León y Dmitri Dúdin interpretan a Liliana Felipe. Ediciones El Hábito. (CD). 1996.
- Para Darle Cuerda al Mundo Susana Zabaleta. Consecuencias Discográficas. (CD). 2005.

## Música teatral y cinematográfica

### Músicas de cabaret
- El primer fracaso.
- El segundo fracaso.
- El reino de Internelandia.
- Los 500 coños.
- ¡Fue niña!
- La Diana casadera.
- En el pesebre con Madonna.
- Víctimas del pecado neoliberal.
- Chupamos faros.
- An evening at Salon México. Con Astrid Hadad, Liliana Felipe y Eugenia León en el Summer Stage del Central Park de N.Y, 2000.
- Pedro Paramount, 2003.

### Músicas de obra musical
- Las Horas de Belén, música de obra musical homónima montada en México y Nueva York. Grabado en vivo en el claustro de Sor Juana. Ingeniero: Jorge Fratta. Mezcla y masterización: Miles Green (CD).

### Músicas de teatro
- 13 señoritas (homenaje a Frida Kahlo), de Carmen Boullosa, 1983.
- Cocinar hombres, de Carmen Boullosa, 1984.
- El concilio de amor, de Oskar Panizza, 1987.
- La balada del café triste, de Carson Mac Cullers, 1990.
- El paso de las horas, de Álvaro de Campos, 1992.
- Cielo de abajo, de Rodríguez, Felipe y Huacuja, 1992. Dirección: Jesusa Rodríguez.
- Cada quien su Marguerlite, de M. Yourcenar, Dirección: Jesusa Rodríguez.
- Crimen, de Margueritte Yourcenar, 1993. Dirección: Jesusa Rodríguez.
- Lilith el segundo fracaso de Dios, 1993.
- Santa Chichilia, 1995.
- Tabaquería, de Fernando Pessoa, 1996.
- Rosencrantz y Guildenstern han muerto. Tom Stoppard. Dirección Juliana Faesler, 1996.
- La gran magia de De Filippo. Dirección Juliana Faesler, 1997.
- Alicia en la cama, de Susan Sontag. Dirección Juliana Faesler, 1998.
- Las horas de Belén, 1999
- Frankenstein o el moderno Prometeo. Música diseñada por Clarissa Malheiros y Liliana Felipe. Dirección: Juliana Faesler, 2001.
- La Eva futura. Dirección: Juliana Faesler, 2003.
- Que suave patria. Dirección: Nora Huerta y Juan Domingo Rogel, 2010.
- La mujer que mató a los peces, de Clarice Lispector. Dirección y adaptación: Clarissa Malheiros, 2013-2014.

### Músicas para el cine
- Santitos, director Alejandro Springall, México. Película premiada en Sundance Festival, Estados Unidos.[26]